# Hanna Neumann

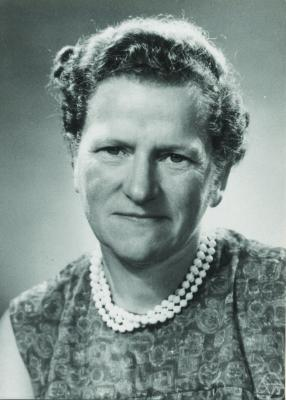
Hanna Neumann

Johanna „Hanna“ Neumann (geborene von Caemmerer; * 12. Februar 1914 in Lankwitz bei Berlin; † 14. November 1971 in Ottawa) war eine deutsch-australische Mathematikerin, die sich mit Gruppentheorie beschäftigte. Sie ist die Schwester der Juristin und Sozialarbeiterin Dora von Caemmerer und des Rechtswissenschaftlers Ernst von Caemmerer. Susanne von Caemmerer ist ihre Nichte. 

## Leben und Wirken
Hanna von Caemmerers Vorfahren stammten aus einer hugenottisch-preußischen Offiziersfamilie, ihr Vater Hermann Konrad von Caemmerer (1879–1914)  war Historiker, der aber schon 1914 im Ersten Weltkrieg fiel. Sie besuchte das Mädchen-Realgymnasium in Berlin und studierte ab 1932 an der Universität Berlin u. a. bei Erhard Schmidt, Ludwig Bieberbach, Issai Schur, Walther Nernst. Dort lernte sie auch ihren späteren Mann Bernhard Neumann kennen (Heirat 1938, nachdem sie sich schon 1934 heimlich in London verlobten), der als Jude aber aus Deutschland flüchten musste. 1936 machte sie ihr Staatsexamen und begann ein Promotionsstudium in der Gruppe von Helmut Hasse in Göttingen (der sie auf die Riemannsche Vermutung in Funktionenkörpern über endlichen Körpern ansetzte, ein Problem, das André Weil 1940 löste), ging dann aber 1938 zu ihrem Verlobten nach England, wo sie heirateten und zunächst in Cardiff wohnten. In England bekam sie auch fünf Kinder. Während des Zweiten Weltkriegs begann sie an ihrer Promotion in Oxford zu arbeiten, die 1944 bei Philip Hall erfolgte (Subgroup Structure of free products of groups with an amalgamated subgroup). Nach dem Krieg wurde Bernard Neumann Lecturer in Hull, wo sie auch eine Assistentenstelle erhielt (inzwischen hatte sie die britische Staatsbürgerschaft). 1949 bewies sie mit ihrem Mann und Graham Higman den (nach den Initialen der drei Autoren benannten) HNN-Einbettungssatz für Gruppen, aus dem sich der seitdem in der Gruppentheorie oft verwendete Begriff der HNN-Erweiterung ergibt. 1955 erhielt sie für ihre veröffentlichten Arbeiten einen D.Sc. in Oxford. 1958 wurde sie Lecturer und kurz danach Senior Lecturer in Manchester, wo schon ihr Mann lehrte. 1961/1962 war sie am Courant Institute of Mathematical Sciences of New York University (mit Bernhard Neumann). 1963 zog sie mit ihrem Mann nach Australien, wo sie 1964 Professorin an der Australian National University in Canberra wurde. Hier engagierte sie sich insbesondere in der Lehre. 1968/1969 war sie Dean of Students. Sie starb auf einer Vortragsreise in Kanada an einer Gehirnblutung aufgrund eines Aneurysmas.
Neben Gruppentheorie, speziell Gruppenvarietäten, beschäftigte sie sich auch mit Kombinatorik. Ihre erste veröffentlichte Arbeit handelte von Auswahlregeln bei Schachwettkämpfen, und 1954 veröffentlichte sie eine Arbeit über endliche Geometrien (On some finite non-desarguesian planes). Seit 1969 war sie Fellow der Australian Academy of Science.
Ihre Söhne Peter Neumann, mit dem sie auch publizierte, Walter David Neumann und zwei weitere Kinder sind ebenfalls Mathematiker. Hanna Neumann interessierte sich auch für Botanik, Fotografie und war passionierte Radfahrerin.

## Ehrungen
- 1969: Fellowship der Australian Academy of Science[3]
- Ein Gebäude der Australian National University ist nach ihr benannt

## Schriften
- Higman, Graham; Neumann, B. H.; Neumann, Hanna: Embedding theorems for groups. J. London Math. Soc. 24 (1949), 247–254.
- Varieties of Groups. Springer, Ergebnisse der Mathematik und ihrer Grenzgebiete, Berlin 1967.
- Selected works of Bernhard and Hanna Neumann. Winnipeg 1988.